# Daberburg
Die Daberburg, auch Heideturm genannt, befindet sich in der Ortschaft Alt Daber nördlich von Wittstock im Landkreis Ostprignitz-Ruppin in Brandenburg an der Straße nach Röbel.

## Anlage
Von der mittelalterlichen Anlage ist heute nur noch der Bergfried vorhanden. Mittelalterliche Bausubstanz könnte auch noch in dem an den Turm angebauten Gebäude enthalten sein.

## Geschichte
Nach einer Urkunde aus dem Jahre 1284 fanden „up de Daber“ Verhandlungen zwischen dem Fürstentum Werle und Brandenburg statt. Dies lässt die Vermutung zu, dass bereits zu damaliger Zeit eine Burg oder aber zumindest ein befestigter Platz existiert hat.
Im Zusammenhang mit den Auseinandersetzungen mit Mecklenburg erbaute die Stadt Wittstock zwischen 1438 und 1475 zur Sicherung des Übergangs über den Daber-Bach als Außenwerk die Daberburg. Die Burg bestand aus einem Turm und einer Zwingeranlage.
Im Laufe der Zeit verfallen, wurde die Anlage zu Beginn des 19. Jahrhunderts entsprechend den damaligen Vorstellungen wiederhergestellt. Dabei wurde der Turm mit nicht originalen Ziegelformaten erhöht. Er erhielt außerdem eine kegelförmige Turmhaube. Seit 1843 befand sich in der Burg die Forstverwaltung. Heute befindet sich die Burg in Privatbesitz.

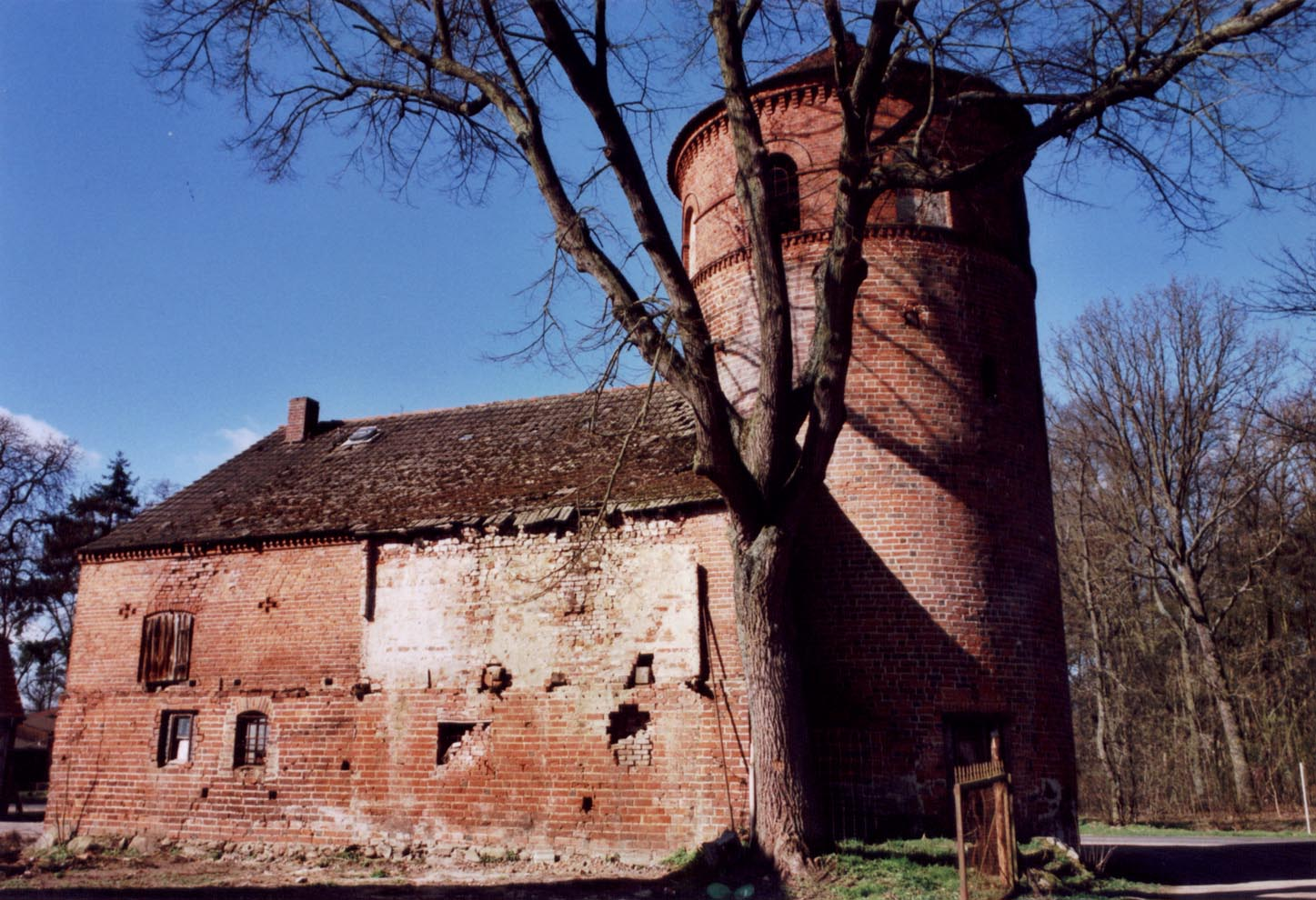
Ostseite (2007)
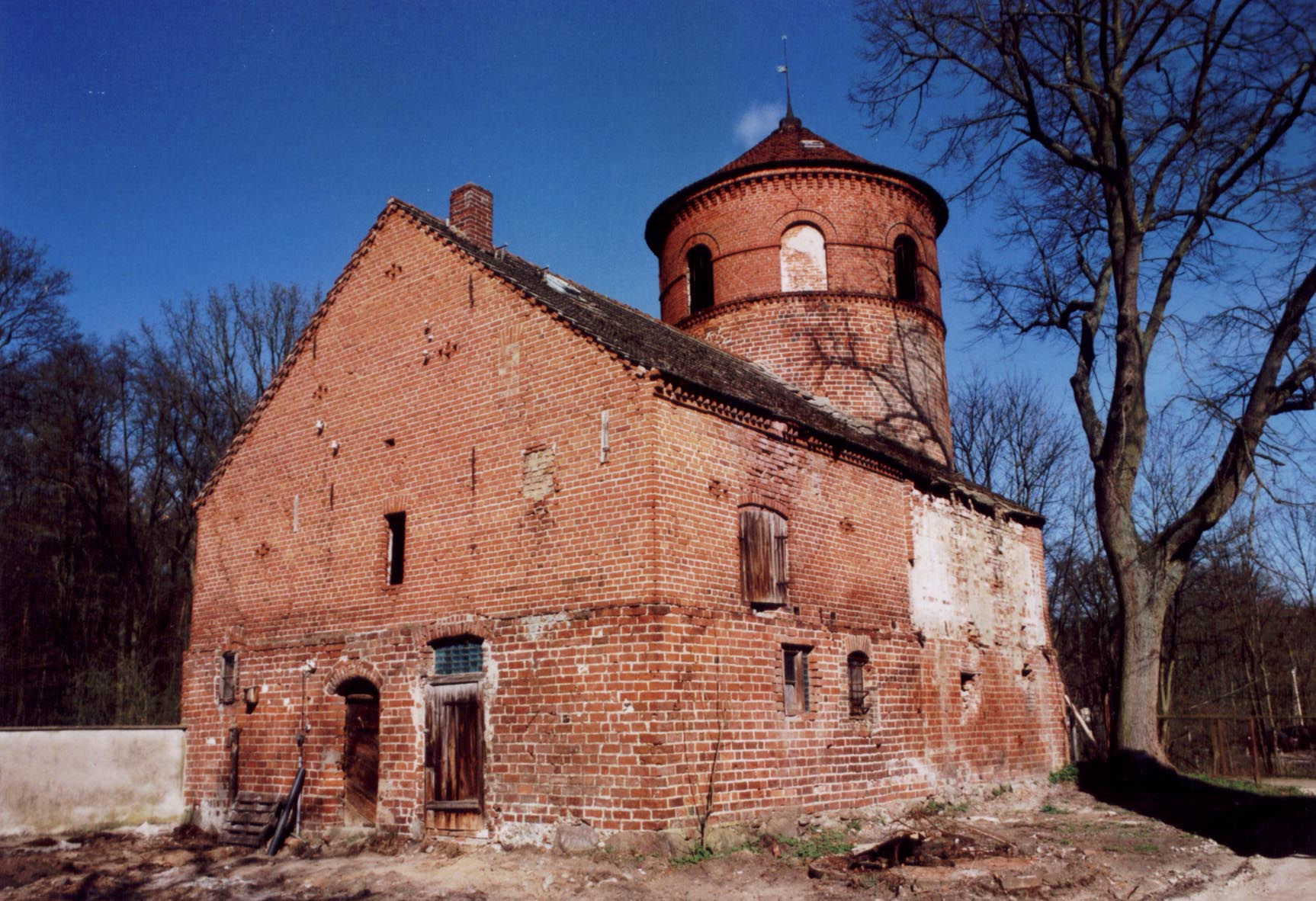
Südseite (2007)
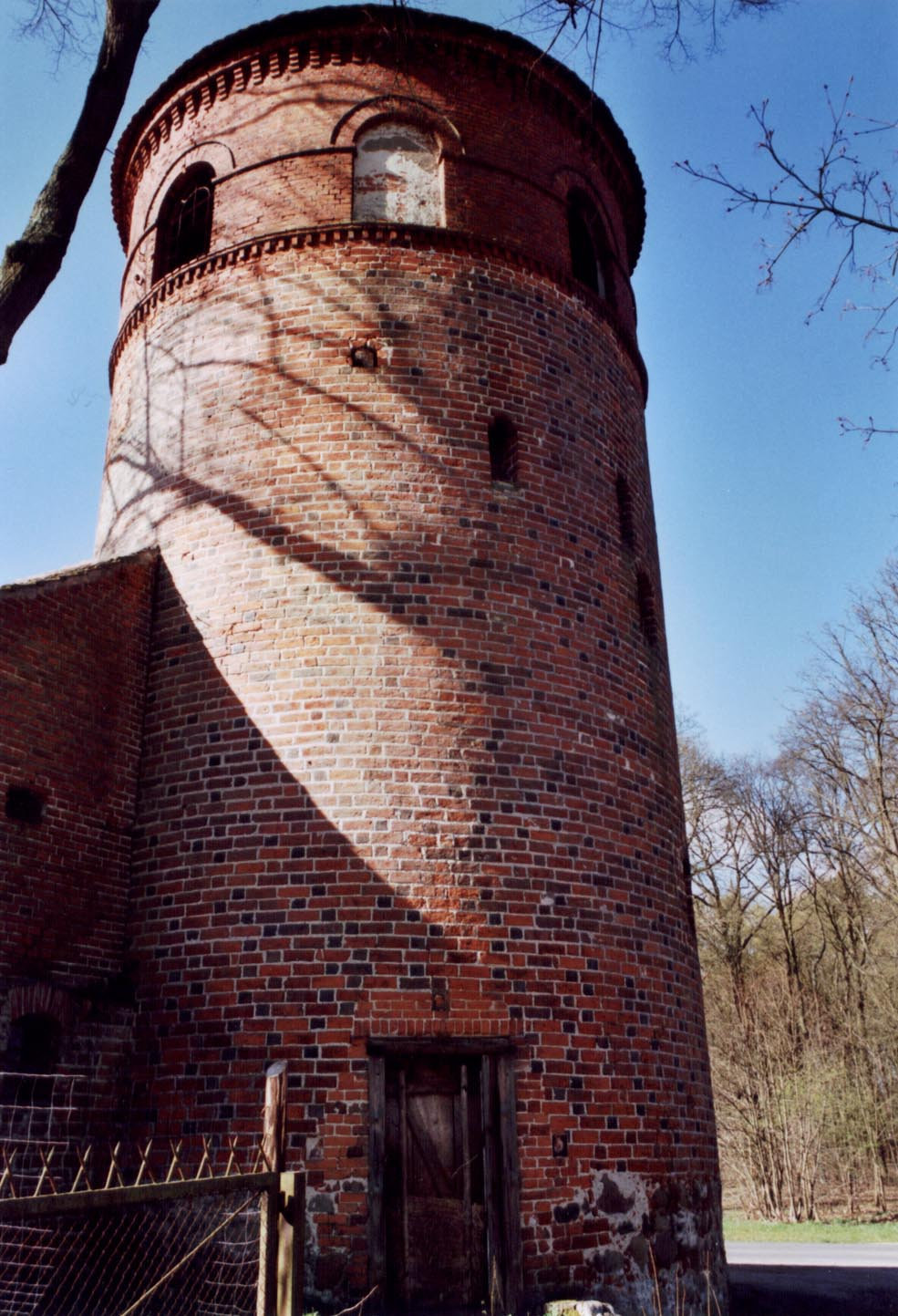
Turm an der Nordseite (2007)